# تي. أو. إس. بنسون
تي. أو. إس. بنسون هو محامي وسياسي نيجيري، ولد في 23 يوليو 1917 في إكورودو ‏ في نيجيريا، وتوفي في 13 فبراير 2008 في Ikoyi ‏ في نيجيريا.